# Lista nagród i nominacji Red Velvet
Artykuł przedstawia listę nagród i nominacji otrzymanych przez południowokoreański zespół Red Velvet.

## Koreańskie

### Asia Artist Awards
| Rok  | Kategoria                              | Nominowany | Wynik     |
| ---- | -------------------------------------- | ---------- | --------- |
| 2016 | Most Popular Artists (Singer) – Top 50 | Red Velvet | Nominacja |
| 2017 | Most Popular Artists (Singer) – Top 50 | Red Velvet | Nominacja |
| 2018 | Most Popular Artists (Singer) – Top 50 | Red Velvet | Nominacja |

### Golden Disc Awards
| Rok  | Kategoria                       | Nominowany         | Wynik     |
| ---- | ------------------------------- | ------------------ | --------- |
| 2015 | Digital Bonsang                 | „Happiness”        | Nominacja |
| 2015 | New Artist Award                | Red Velvet         | Wygrana   |
| 2015 | Nagroda Popularności            | Red Velvet         | Nominacja |
| 2016 | Digital Daesang                 | „Ice Cream Cake”   | Nominacja |
| 2016 | Digital Bonsang                 | „Ice Cream Cake”   | Wygrana   |
| 2016 | Disk Daesang                    | The Red            | Nominacja |
| 2016 | Nagroda Popularności            | Red Velvet         | Nominacja |
| 2016 | Global Popularity Award         | Red Velvet         | Nominacja |
| 2017 | Digital Bonsang                 | „Russian Roulette” | Nominacja |
| 2017 | Disk Bonsang                    | Russian Roulette   | Nominacja |
| 2017 | Ceci Asia Icon Award            | Red Velvet         | Wygrana   |
| 2017 | Nagroda Popularności            | Red Velvet         | Nominacja |
| 2017 | Asian Choice Popularity Award   | Red Velvet         | Nominacja |
| 2018 | Digital Daesang                 | „Red Flavor”       | Nominacja |
| 2018 | Digital Bonsang                 | „Red Flavor”       | Wygrana   |
| 2018 | Disk Bonsang                    | Perfect Velvet     | Nominacja |
| 2018 | Genie Popularity Award          | Red Velvet         | Nominacja |
| 2018 | Global Popularity Award         | Red Velvet         | Nominacja |
| 2019 | Digital Bonsang                 | „Bad Boy”          | Nominacja |
| 2019 | Disk Bonsang                    | Summer Magic       | Nominacja |
| 2019 | Nagroda Popularności            | Red Velvet         | Nominacja |
| 2019 | NetEase Most Popular K-pop Star | Red Velvet         | Nominacja |

### Gaon Chart Music Awards
| Rok  | Kategoria                   | Nominowany         | Wynik     |
| ---- | --------------------------- | ------------------ | --------- |
| 2015 | Nowy Artysta Roku           | Red Velvet         | Nominacja |
| 2016 | Hot Performance of the Year | Red Velvet         | Wygrana   |
| 2016 | Popular Singer of the Year  | Red Velvet         | Nominacja |
| 2016 | Piosenka Roku (wrzesień)    | „Dumb Dumb”        | Nominacja |
| 2017 | Piosenka Roku (wrzesień)    | „Russian Roulette” | Nominacja |
| 2018 | Piosenka Roku (luty)        | „Rookie”           | Nominacja |
| 2018 | Piosenka Roku (lipiec)      | „Red Flavor”       | Nominacja |
| 2018 | Piosenka Roku (listopad)    | „Peek-a-Boo”       | Nominacja |
| 2019 | Piosenka Roku (styczeń)     | „Bad Boy”          | Nominacja |
| 2019 | Piosenka Roku (sierpień)    | „Power Up”         | Wygrana   |

### Genie Music Awards
| Rok  | Kategoria                    | Nominowany           | Wynik     |
| ---- | ---------------------------- | -------------------- | --------- |
| 2018 | Artysta Roku                 | Red Velvet           | Nominacja |
| 2018 | Best Selling Artysta Roku    | Red Velvet           | Nominacja |
| 2018 | Female Group Award           | Red Velvet           | Nominacja |
| 2018 | Genie Music Popularity Award | Red Velvet           | Nominacja |
| 2018 | „Power Up”                   | Piosenka Roku        | Nominacja |
| 2018 | „Power Up”                   | Dance Track (Female) | Nominacja |
| 2019 | Female Group Award           | Red Velvet           | Nominacja |
| 2019 | Performing Artist (Female)   | Red Velvet           | Nominacja |
| 2019 | The Top Artist               | Red Velvet           | Nominacja |
| 2019 | The Best Selling Artist      | Red Velvet           | Nominacja |
| 2019 | Genie Music Popularity Award | Red Velvet           | Nominacja |
| 2019 | Global Popularity Award      | Red Velvet           | Nominacja |

### Seoul Music Awards
| Rok  | Kategoria            | Nominowany | Wynik     |
| ---- | -------------------- | ---------- | --------- |
| 2015 | Bonsang              | Red Velvet | Nominacja |
| 2015 | New Artist Award     | Red Velvet | Wygrana   |
| 2015 | Nagroda Popularności | Red Velvet | Nominacja |
| 2015 | Hallyu Special Award | Red Velvet | Nominacja |
| 2016 | Bonsang Award        | Red Velvet | Wygrana   |
| 2016 | Daesang Award        | Red Velvet | Nominacja |
| 2016 | Nagroda Popularności | Red Velvet | Nominacja |
| 2016 | Hallyu Special Award | Red Velvet | Nominacja |
| 2017 | Bonsang Award        | Red Velvet | Wygrana   |
| 2017 | Daesang Award        | Red Velvet | Nominacja |
| 2017 | Nagroda Popularności | Red Velvet | Nominacja |
| 2017 | Hallyu Special Award | Red Velvet | Nominacja |
| 2018 | Bonsang Award        | Red Velvet | Wygrana   |
| 2018 | Daesang Award        | Red Velvet | Nominacja |
| 2018 | Nagroda Popularności | Red Velvet | Nominacja |
| 2018 | Hallyu Special Award | Red Velvet | Nominacja |
| 2019 | Bonsang Award        | Red Velvet | Wygrana   |
| 2019 | Daesang Award        | Red Velvet | Nominacja |
| 2019 | Nagroda Popularności | Red Velvet | Nominacja |
| 2019 | Hallyu Special Award | Red Velvet | Nominacja |

### Soribada Best K-Music Awards
| Rok  | Kategoria                         | Nominowany | Wynik     |
| ---- | --------------------------------- | ---------- | --------- |
| 2017 | Bonsang Award                     | Red Velvet | Wygrana   |
| 2017 | Hallyu Icon Award                 | Red Velvet | Wygrana   |
| 2017 | Daesang Award                     | Red Velvet | Nominacja |
| 2017 | Nagroda Popularności              | Red Velvet | Nominacja |
| 2018 | Bonsang Award                     | Red Velvet | Wygrana   |
| 2018 | New Hallyu Artist Award           | Red Velvet | Wygrana   |
| 2018 | Nagroda Popularności (Female)     | Red Velvet | Nominacja |
| 2018 | Global Fandom Award               | Red Velvet | Nominacja |
| 2018 | Daesang Award                     | Red Velvet | Nominacja |
| 2019 | Bonsang Award                     | Red Velvet | Wygrana   |
| 2019 | Stage of the Year Award (Daesang) | Red Velvet | Wygrana   |
| 2019 | Popularity Award (Female)         | Red Velvet | Nominacja |

### MelOn Music Awards
| Rok  | Kategoria                 | Nominowany         | Wynik     |
| ---- | ------------------------- | ------------------ | --------- |
| 2014 | Newcomer Award            | Red Velvet         | Nominacja |
| 2015 | Best Female Dance         | „Ice Cream Cake”   | Wygrana   |
| 2016 | Top 10 Artists            | Red Velvet         | Wygrana   |
| 2016 | Artysta Roku              | Red Velvet         | Nominacja |
| 2016 | Best Music Video          | „Russian Roulette” | Wygrana   |
| 2016 | Best Female Dance         | „Russian Roulette” | Nominacja |
| 2017 | Artysta Roku              | Red Velvet         | Nominacja |
| 2017 | Top 10 Artists            | Red Velvet         | Wygrana   |
| 2017 | akao Hot Star Award       | Red Velvet         | Nominacja |
| 2017 | Best Female Dance         | „Red Flavor”       | Nominacja |
| 2017 | Piosenka Roku             | „Rookie”           | Nominacja |
| 2018 | Piosenka Roku             | „Bad Boy”          | Nominacja |
| 2018 | Top 10 Artists            | Red Velvet         | Nominacja |
| 2018 | Netizen Popularity Awards | Red Velvet         | Nominacja |
| 2018 | Kakao Hot Star Award      | Red Velvet         | Nominacja |

### Mnet Asian Music Awards
| Rok  | Kategoria                             | Nominowany             | Wynik      |
| ---- | ------------------------------------- | ---------------------- | ---------- |
| 2015 | Best Dance Performance – Female Group | „Ice Cream Cake”       | Wygrana    |
| 2015 | UnionPay Piosenka Roku                | „Ice Cream Cake”       | Nominacja  |
| 2016 | Hotels Combined Artist of the Year    | Red Velvet             | Nominacja  |
| 2016 | Best Female Group                     | Red Velvet             | Nominacja  |
| 2016 | iQiYi Worldwide Favorite Artist       | Red Velvet             | Nominacja  |
| 2016 | Piosenka Roku                         | „Russian Roulette”     | Nominacja  |
| 2016 | Best Dance Performance – Female Group | „Russian Roulette”     | Nominacja  |
| 2017 | Artysta Roku                          | Red Velvet             | Nominacja  |
| 2017 | Qoo10 2017 Favorite KPOP Star         | Red Velvet             | Nominacja  |
| 2017 | Best Female Group                     | Red Velvet             | Wygrana    |
| 2017 | Piosenka Roku                         | „Red Flavor”           | Nominacja  |
| 2017 | Best Dance Performance – Female Group | „Red Flavor”           | Nominacja  |
| 2018 | Artysta Roku                          | Red Velvet             | Nominacja  |
| 2018 | Best Female Group                     | Red Velvet             | Nominacja  |
| 2018 | Favorite Dance Artist (Female)        | Red Velvet             | Nominacja  |
| 2018 | Piosenka Roku                         | „Bad Boy”              | Nominacja  |
| 2018 | Best Dance Performance – Female Group | „Bad Boy”              | Nominacja  |
| 2018 | Album Roku                            | The Perfect Red Velvet | Nominacja  |
| 2019 | Best Female Group                     | Red Velvet             | Nominowany |

### Korean Music Awards
| Rok  | Kategoria                 | Nominowany         | Wynik     |
| ---- | ------------------------- | ------------------ | --------- |
| 2017 | Najlepsza Piosenka Popowa | „Russian Roulette” | Nominacja |
| 2018 | Piosenka Roku             | „Red Flavor”       | Nominacja |
| 2018 | Najlepsza Piosenka Popowa | „Red Flavor”       | Wygrana   |
| 2018 | Best Pop Album            | Perfect Velvet     | Nominacja |
| 2019 | Najlepsza Piosenka Popowa | „Bad Boy”          | Nominacja |

### Korea Popular Music Awards
| Rok  | Kategoria            | Nominowany   | Wynik     |
| ---- | -------------------- | ------------ | --------- |
| 2018 | Artysta Roku         | Red Velvet   | Nominacja |
| 2018 | Nagroda Popularności | Red Velvet   | Nominacja |
| 2018 | Bonsang Award        | Red Velvet   | Wygrana   |
| 2018 | Album Roku           | Summer Magic | Nominacja |
| 2018 | Piosenka Roku        | „Power Up”   | Nominacja |
| 2018 | Group Dance Award    | „Power Up”   | Wygrana   |

### Korean Entertainment Art Awards
| Rok  | Kategoria              | Nominowany | Wynik   |
| ---- | ---------------------- | ---------- | ------- |
| 2015 | Best Rookie Award      | Red Velvet | Wygrana |
| 2016 | Netizen's Choice Award | Red Velvet | Wygrana |
| 2017 | Best Female Group      | Red Velvet | Wygrana |
| 2019 | Best Female Group      | Red Velvet | Wygrana |

### The Fact Music Awards
| Rok  | Kategoria      | Nominowany | Wynik   |
| ---- | -------------- | ---------- | ------- |
| 2019 | Worldwide Icon | Red Velvet | Wygrana |
| 2019 | Artysta Roku   | Red Velvet | Wygrana |

## Programy muzyczne
Źródło:

### Music Bank
| Rok  | Data        | Piosenka              |
| ---- | ----------- | --------------------- |
| 2015 | 27 marca    | „Ice Cream Cake”      |
| 2016 | 25 marca    | „One of These Nights” |
| 2017 | 10 lutego   | „Rookie”              |
| 2017 | 17 lutego   | „Rookie”              |
| 2017 | 21 lipca    | „Red Flavor”          |
| 2018 | 9 lutego    | „Bad Boy”             |
| 2018 | 17 sierpnia | „Power Up”            |
| 2018 | 24 sierpnia | „Power Up”            |
| 2019 | 28 czerwca  | „Zimzalabim”          |
| 2019 | 30 sierpnia | „Umpah Umpah”         |

### Inkigayo
| Rok  | Data        | Piosenka              |
| ---- | ----------- | --------------------- |
| 2015 | 29 marca    | „Ice Cream Cake”      |
| 2015 | 15 września | „Dumb Dumb”           |
| 2016 | 27 marca    | „One of These Nights” |
| 2016 | 25 września | „Russian Roulette”    |
| 2017 | 12 lutego   | „Rookie”              |
| 2017 | 19 lutego   | „Rookie”              |
| 2017 | 23 lipca    | „Red Flavor”          |
| 2017 | 10 grudnia  | „Peek-a-Boo”          |
| 2018 | 14 stycznia | „Peek-a-Boo”          |
| 2018 | 11 lutego   | „Bad Boy”             |
| 2018 | 19 sierpnia | „Power Up”            |
| 2018 | 26 sierpnia | „Power Up”            |
| 2019 | 30 czerwca  | „Zimzalabim”          |
| 2019 | 1 września  | „Umpah Umpah”         |

### The Show
| Rok  | Data        | Piosenka              |
| ---- | ----------- | --------------------- |
| 2015 | 31 marca    | „Ice Cream Cake”      |
| 2015 | 15 września | „Dumb Dumb”           |
| 2016 | 22 marca    | „One of These Nights” |
| 2016 | 13 września | „Russian Roulette”    |
| 2016 | 20 września | „Russian Roulette”    |
| 2017 | 7 lutego    | „Rookie”              |
| 2018 | 21 sierpnia | „Power Up”            |
| 2019 | 27 sierpnia | „Umpah Umpah”         |

### Show Champion
| Rok  | Data        | Piosenka              |
| ---- | ----------- | --------------------- |
| 2015 | 1 kwietnia  | „Ice Cream Cake”      |
| 2015 | 16 września | „Dumb Dumb”           |
| 2016 | 23 marca    | „One of These Nights” |
| 2016 | 21 września | „Russian Roulette”    |
| 2017 | 8 lutego    | „Rookie”              |
| 2017 | 15 lutego   | „Rookie”              |
| 2017 | 19 lipca    | „Red Flavor”          |
| 2018 | 7 lutego    | „Bad Boy”             |
| 2018 | 15 sierpnia | „Power Up”            |
| 2018 | 22 sierpnia | „Power Up”            |
| 2019 | 26 czerwca  | „Zimzalabim”          |
| 2019 | 28 sierpnia | „Umpah Umpah”         |

### M Countdown
| Rok  | Data        | Piosenka              |
| ---- | ----------- | --------------------- |
| 2015 | 2 kwietnia  | „Ice Cream Cake”      |
| 2015 | 17 września | „Dumb Dumb”           |
| 2015 | 24 września | „Dumb Dumb”           |
| 2016 | 24 marca    | „One of These Nights” |
| 2016 | 15 września | „Russian Roulette”    |
| 2016 | 22 września | „Russian Roulette”    |
| 2017 | 9 lutego    | „Rookie”              |
| 2017 | 16 lutego   | „Rookie”              |
| 2017 | 20 lipca    | „Red Flavor”          |
| 2018 | 8 lutego    | „Bad Boy”             |
| 2018 | 15 lutego   | „Bad Boy”             |
| 2018 | 23 sierpnia | „Power Up”            |
| 2018 | 30 sierpnia | „Power Up”            |
| 2019 | 27 czerwca  | „Zimzalabim”          |
| 2019 | 29 sierpnia | „Umpah Umpah”         |

### Show! Music Core
| Rok  | Data        | Piosenka         |
| ---- | ----------- | ---------------- |
| 2015 | 4 kwietnia  | „Ice Cream Cake” |
| 2017 | 22 lipca    | „Red Flavor”     |
| 2018 | 18 sierpnia | „Power Up”       |
| 2019 | 29 czerwca  | „Zimzalabim”     |
| 2019 | 31 sierpnia | „Umpah Umpah”    |

## Międzynarodowe

### BreakTudo Awards
BreakTudo Awards to brazylijski program muzyczny przyznający corocznie nagrody przez BreakTudo, serwis informacyjny i rozrywkowy.
| Rok  | Kategoria                | Nominowany                       | Wynik     |
| ---- | ------------------------ | -------------------------------- | --------- |
| 2018 | K-pop Female Group       | Red Velvet                       | Nominacja |
| 2019 | K-pop Female Group       | Red Velvet                       | Nominacja |
| 2019 | Colaboration of the Year | „Close to Me (Red Velvet Remix)” | Nominacja |

### Teen Choice Awards
| Rok  | Kategoria                    | Nominowany                       | Wynik   |
| ---- | ---------------------------- | -------------------------------- | ------- |
| 2019 | Choice Electronic/Dance Song | "Close to Me (Red Velvet Remix)" | Wygrana |

## Inne nagrody
| Rok                                              | Kategoria                                            | Nominowany   | Wynik     |
| ------------------------------------------------ | ---------------------------------------------------- | ------------ | --------- |
| SBS MTV Best of the Best                         |                                                      |              |           |
| 2014                                             | Best New Artist                                      | Red Velvet   | Nominacja |
| 2014                                             | Best Remake Song                                     | "Be Natural" | Wygrana   |
| SBS Gayo Daejeon                                 |                                                      |              |           |
| 2014                                             | Best New Artist                                      | Red Velvet   | Nominacja |
| Simply K-Pop Awards                              |                                                      |              |           |
| 2015                                             | Best Performance Girl Group                          | Red Velvet   | Wygrana   |
| MBC Music Show Champion Awards                   |                                                      |              |           |
| 2015                                             | Best Performance Girl Group                          | „Dumb Dumb”  | Nominacja |
| Social Welfare 2017                              |                                                      |              |           |
| 2017                                             | Seoul Mayor's Award                                  | Red Velvet   | Wygrana   |
| Sports DongA Awards                              |                                                      |              |           |
| 2017                                             | Summer Queens Of The Year                            | Red Velvet   | Wygrana   |
| Korean Entertainment Producer Association Awards |                                                      |              |           |
| 2018                                             | Artysta Roku                                         | Red Velvet   | Wygrana   |
| Korea Producer Awards                            |                                                      |              |           |
| 2018                                             | Performer Award (Singer category)                    | Red Velvet   | Wygrana   |
| KBS World Global Fan Awards                      |                                                      |              |           |
| 2018                                             | Best Artist (Female)                                 | Red Velvet   | Wygrana   |
| Korean Popular Culture and Arts Awards           |                                                      |              |           |
| 2018                                             | Minister of Culture, Sports and Tourism Commendation | Red Velvet   | Wygrana   |
| Korea First Brand Awards                         |                                                      |              |           |
| 2018                                             | Female Idol                                          | Red Velvet   | Wygrana   |
| V Live Awards                                    |                                                      |              |           |
| 2019                                             | Artist Top 10                                        | Red Velvet   | Wygrana   |
| 2019                                             | Best Channel – 1 million followers                   | Red Velvet   | Wygrana   |